# Sarah Bray
Pour les articles homonymes, voir Bray.
Sarah Bray, pseudonyme de Monique (ou Mick) Wersant, est une chanteuse luxembourgeoise née le 9 septembre 1966.
Sa première expérience musicale date de l'année 1974, quand elle a commencé à jouer de la trompette dans son village. 
À l'âge de 19 ans, pendant qu'elle est employée dans une importante banque du Luxembourg, elle rencontre Patrick Hippert avec qui elle forme le groupe Skara Bray (lb). Ils sortent en 1990 leur premier album New Blue. 
En 1991, Sarah Bray représente le Luxembourg au Concours Eurovision de la chanson avec le titre Un baiser volé, chanson écrite et composée par elle-même, Patrick Hippert et Linda Lecomte.